# Германнштадт (футбольний клуб)
«Германнштадт» (рум. Asociația Fotbal Club Hermannstadt) — румунський футбольний клуб з міста Сібіу. Заснований в 2015 році. З сезону 2018/19 виступає в Лізі I, вищому дивізіоні чемпіонату Румунії з футболу.

## Історія
Футбольний клуб «Германнштадті» був заснований в 2015 році для продовження давньої футбольної традиції у Сібіу, розпочатої в 1913 році командою «Соїми Сібіу», і продовженою іншими командами, такими як: «Товариство гімнастики Сібіу», «Інтер Сібіу», «ФК Сібіу» і «Воїнта Сібіу». Навіть якщо «Германнштадт» офіційно не є спадкоємцем будь-якого з цих клубів, він є єдиним представником Сібіу в перших трьох лігах.
Відразу після заснування в 2015 році «Германнштадт» був зарахований в Лігу IV. Він фінішував на першому місці в таблиці і згодом пройшов кваліфікацію для плей-оф у Лізі III. Клуб виграв плей-оф без серйозних труднощів, обігравши 6:1 за сумою двох матчів чемпіона Горжського повіту «Гілортул Таргу Кербунешті». У наступному сезоні «Германнштадт» став переможцем Серії V Ліги III і вийшов в Лігу II.
5 серпня 2017 року «Германнштадт» зіграв свій перший матч у Лізі II, була здобута домашня перемога 3:0 над командою «Балотешті». За підсумками сезону 2017/18 «Германнштадт» зайняв 2 місце в Лізі II і після трьох років існування вперше в історії вийшов у Лігу I.
Клуб також виконав дуже серйозну роботу в Кубку Румунії, ставши першою командою за 36 років, яка вийшла у фінал, незважаючи на те, що не грала у вищій лізі. На шляху до фіналу «Германнштадт» обіграв 4 команди Ліги I: «Волунтарі», «Ювентус» (Бухарест), «Стяуа» і «Газ Метан». У фіналі 27 травня 2018 року «Германнштадт» програв «Универиситаті» (Крайова) 0:2.
«Германнштадт» виграв свій дебютний матч у Лізі і у команди «Сепсі» 1:0, гол забив Стефан Бланару. Матч відбувся в Тиргу-Муреші, оскільки стадіон у Сібіу не був модернізований вчасно.

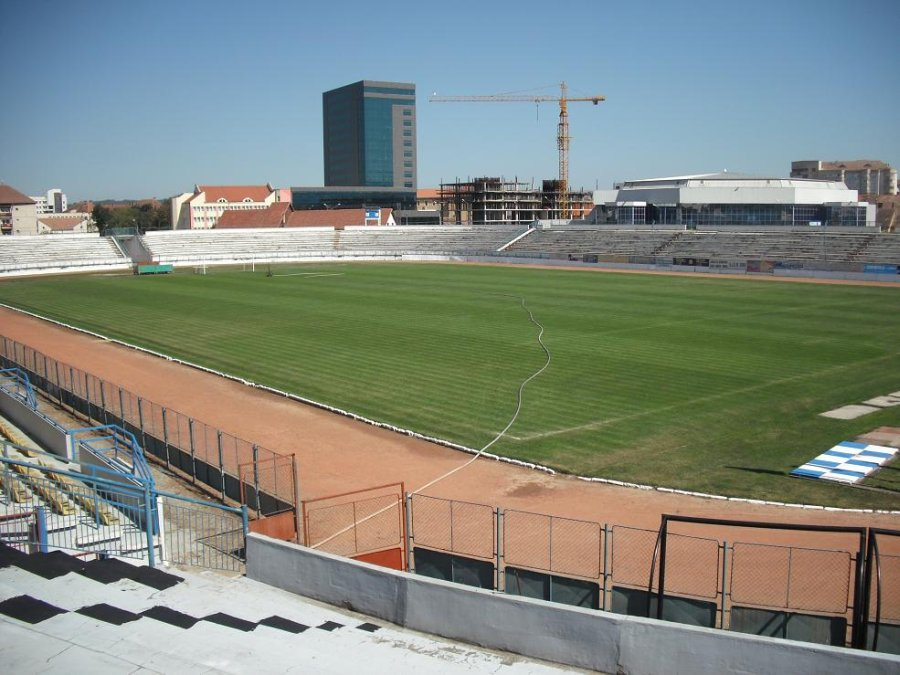
Муніципальний стадіон (Сібіу)

## Досягнення

### Національні
Чемпіонат Румунії
- Ліга II
  -  Віце-чемпіон (1): 2017/18

- Ліга III[en]
  -  Чемпіон (1): 2016/17[en]

- Ліга IV[en]
  -  Чемпіон (1): 2015/16[en]

Кубок Румунії
- Фіналіст (2): 2017/18, 2024/25

## Статистика виступів у чемпіонатах Румунії
| Сезон   | Ранг | Турнір             | Місце | І  | В  | Н  | П | ГЗ | ГП | Очки |
| ------- | ---- | ------------------ | ----- | -- | -- | -- | - | -- | -- | ---- |
| 2015/16 | 4    | Ліга IV (Сібіу)    | 1     |    |    |    |   |    |    |      |
| 2016/17 | 3    | Ліга III (Серія V) | 1     | 28 | 21 | 4  | 3 | 64 | 23 | 67   |
| 2017/18 | 2    | Ліга II            | 2     | 38 | 27 | 10 | 1 | 66 | 13 | 91   |
| 2018/19 | 1    | Ліга I             |       |    |    |    |   |    |    |      |